# Bassin de la Léna
Le Bassin de la Léna comprend depuis sa source plus de 2000 affluents. Les principaux affluents sont d'amont en aval (superficie du bassin versant, longueur, débit moyen) :

## Bassin de la Léna
- Ilikta (gauche) (2 850 km2, 16 m3/s)
- Toutoura (droite) (7 150 km2, 250 km, 35 m3/s)
- Ilga (gauche) (9 500 km2, 320 km, 40 m3/s)
- Kouta (gauche) (12 500 km2, 408 km, 67 m3/s)
  - Koupa (droite) (3 200 km2, 220 km, 20 m3/s)
- Taïoura (droite) (5 720 km2, 44 m3/s)
  - Niia (droite) (2 300 km2, 18,7 m3/s)
- Kirenga (droite) (46 600 km2, 746 km, 660 m3/s)
  - Minia (droite) (4 800 km2, 140 km, 113 m3/s)
  - Mogol (droite) (1 950 km2, 120 km, 26 m3/s)
- Tchetchouï (droite) (6 290 km2, 115 m3/s)
- Tchouïa (droite) (18 400 km2, 512 km, 238 m3/s)
- Vitim (droite) (225 000 km2, 1 978 km, 2 200 m3/s)
  - voir plus loin : sous-bassin du Vitim
- Peledouï (gauche) (14 300 km2, 398 km, 51 m3/s)
- Niouïa (gauche) (36 100 km2, 798 km, 125 m3/s)
- Bolchoï Patom (droite) (26 900 km2, 460 km, 349 m3/s)
- Biriouk (gauche) (9 700 km2, 267 km, 23 m3/s)
- Olekma (droite) (210 000 km2, 1 436 km, 1 950 m3/s)
  - Toungir (droite) (14 700 km2, 500, 90 m3/s)
  - Nioukja (droite) (32 100 km2, 583, 280 m3/s)
  - Tchara (gauche) (87 600 km2, 851 km, 900 m3/s)
- Namana (gauche) (16 900 km2, 444 km, 32 m3/s)
- Markha (gauche) (8 500 km2, 19 m3/s)
- Touolba (droite) (15 800 km2, 395 km, 63 m3/s)
- Siniaïa (gauche) (30 900 km2, 597 km, 42 m3/s)
- Bouotama (droite) (12 600 km2, 418 km, 40 m3/s)
- Aldan (droite) (729 000 km2, 2 273 km, 5 060 m3/s)
  - voir plus loin : sous-bassin de l'Aldan
- Viliouï (gauche) (454 000 km2, 2 650 km, 1 480 m3/s)
  - voir plus loin : sous-bassin du Viliouï

## Sous-bassin du Vitim
- Vitim (droite) (225 000 km2, 1 978 km, 2 200 m3/s)
  - Ioumourtchen (droite) (3 990 km2, 150 km, 16,9 m3/s)
  - Konda (droite)
  - Karenga (droite) (9 460 km2, 366 km, 41 m3/s)
  - Kalakan (droite) (10 700 km2, 314 km, 78 m3/s)
  - Kalar (droite) (17 400 km2, 511 km, 200 m3/s)
  - Tsipa (gauche) (42 200 km2, 692 km, 270 m3/s)
    - Tsipikan (droite) (6 710 km2, 329 km, 37 m3/s)
    - Amalat (droite)

  - Mouïa (gauche) (11 900 km2, 365 km, 130 m3/s)
    - Mouïakan (gauche)

  - Kouanda (droite) (6 530 km2, 196 km, 80 m3/s)
  - Bodaïbo (droite) (1 400 km2, 90 km, 13 m3/s)
  - Mamakan (gauche) (9 460 km2, 209 km, 180 m3/s)
  - Mama (gauche) (18 900 km2, 406 km, 354 m3/s)
    - Konkouderi ou Konkoudera (droite) (4 920 km2, 180 km, 110 m3/s)

## Sous-bassin de l'Aldan
- Aldan (droite) (729 000 km2, 2 273 km, 5 060 m3/s)
  - Oungra (droite) (6 730 km2, 167 km, 70 m3/s)
  - Timpton (droite) (44 400 km2, 644 km, 560 m3/s)
    - Tchoulman (gauche) (4 020 km2, 166 km, 52 m3/s)

  - Outchour (droite) (113 000 km2, 812 km, 1 350 m3/s)
    - Ouïan
    - Tyrkan
    - Gonam (gauche) (55 600 km2, 686 km)
    - Guynym

  - Maïa (droite) (171 000 km2, 1 053 km, 1 200 m3/s)
    - Youdoma (droite) (43 700 km2, 756 km, 342 m3/s)

  - Allakh-Ioun (droite) (24 300 km2, 586, 172 m3/s)
  - Amga (gauche) (69 300 km2, 1 462 km, 178 m3/s)
  - Tompo (droite) (42 700 km2, 570), 254 m3/s)

## Sous-bassin du Viliouï
- Viliouï (gauche) (454 000 km2, 2 650 km, 1 480 m3/s)
  - Tchona {droite) (40 600 km2, 802 km, 125 m3/s)
  - Oulakhan-Botouobouia {droite) (16 900 km2, 459 km, 62 m3/s)
  - Otchtchougouï-Botouobouia {droite) (11 100 km2, 342 km, 40 m3/s)
  - Ygyatta {gauche) (11 200 km2, 601 km, 30 m3/s)
  - Markha {gauche) (99 000 km2, 1 180 km, 400 m3/s)
    - Morkoka {droite) (31 400 km2, 841 km, 140 m3/s)

  - Tioukian {gauche) (16 300 km2, 747 km, 30 m3/s) 
    - Tchilli {droite) (5 290 km2, 349 km, 9 m3/s)

  - Tioung {gauche) (49 800 km2, 1 092 km, 125 m3/s)